# فریدی اسپرینگر
فریدی اسپرینگر (انگلیسی: Friede Springer؛ زادهٔ ۱۵ اوت ۱۹۴۲) سیاستمدار، سرمایه‌دار و ناشر اهل آلمان است.